# Firepower (film, 1994)
Pour les articles homonymes, voir Firepower.
Firepower est un film américain réalisé par Richard Pepin, sorti en 1994.

## Synopsis
Los Angeles, 2007. En quelques années seulement, la cité californienne a plongé dans le chaos, au point que le gouvernement donne aux criminels une partie de la ville, une zone de non droit où la police ne pénètre jamais. Deux flics s'y risquent pourtant, Sledge et Braniff. Aux trousses d'un psychopathe, ils entrent dans un enfer où, entre l'organisation de deux duels jusqu'à la mort, le tout puissant Drexal se prépare à la diffusion à grande échelle d'un antidote plus dangereux que le virus qu'il est censé éradiquer...

## Distribution
- Chad McQueen : Darren Braniff
- Gary Daniels : Nick Sledge
- Art Camacho : Viper
- Alisha Das : Lisa
- Vanessa Hampton : Boone
- Dennis Keiffer : Fighter